# Condition féminine en France au XXe siècle
 (décembre 2022).
La condition féminine en France a connu une évolution au XXe siècle, notamment au cours de la Première et la Seconde Guerre mondiale, comme les mouvements féministes[pas clair].

## Historique

### Première Guerre mondiale
Les femmes mariées devront attendre 1907 pour avoir le droit théorique de disposer de leur salaire,. L'image de la femme comme mère au foyer s'effacera le temps de la Première Guerre mondiale. Les hommes étant partis au front, les femmes doivent les remplacer dans les usines et de manière plus générale, dans tous les métiers occupés par la gent masculine.
Cependant, à la fin de la guerre, les choses reprirent rapidement leur place[pas clair]. La France a perdu près de 1 500 000 hommes. Il faut repeupler le pays. Une politique nataliste pleine et entière voit le jour durant l'entre-deux-guerres. Mettre au monde un enfant devient une mission pour les femmes et devient même un devoir de mémoire. Dans cette même logique d'avoir une natalité forte, des lois ont été durcies. En 1920, l'incitation à l'avortement est interdite, et la propagande contraceptive également. Le régime de Vichy fera même de l'avortement un crime passible de la peine de mort.

### Seconde Guerre mondiale et Trente Glorieuses
Malgré des moments forts au lendemain de la Seconde Guerre mondiale, comme l’octroi du droit de vote pour les femmes en 1944 ou encore l'inscription de l'égalité homme-femme dans la Constitution en 1946, elles garderont cette image de « femme au foyer »[réf. nécessaire]. Comme à la fin de la Grande Guerre, elles doivent repeupler la France, et sont reconduites à la maternité. Avec la naissance de la société de consommation durant les Trente Glorieuses, les entreprises cibleront les femmes en s'appuyant sur cette représentation de la femme comme restant au foyer et s’occupant du ménage.
En 1965, les femmes mariées obtiennent le droit d’ouvrir un compte bancaire sans l’autorisation de leur mari. Cela est l'aboutissement de plusieurs droits qui leur sont octroyés les décennies précédentes : ouvrir un livret de caisse d’épargne en 1881, y réaliser des retraits en 1895, disposer librement de leur salaire en 1907, accéder à la capacité juridique en 1938 puis signer des chèques en 1942-1943.

### Mouvement féministe
Mai 68 est un événement dominé par les hommes, les femmes n’étaient qu’en arrière-plan. Fortes de ces déceptions, des soixante-huitardes créeront des mouvements féministes dans les années 1970 et notamment au Mouvement de libération des femmes (MLF), un mouvement non-mixte. Ces mouvements non-mixtes forcent les médias à interroger directement des femmes. Ces mouvements réussiront à se faire entendre et sont en majeure partie responsables de la transformation du rôle de la femme, et donc de son image. Les années suivantes seront marquées par la réappropriation des femmes de leurs corps, avec notamment l’autorisation de l’interruption volontaire de grossesse (IVG) en 1979.
En 1999, les femmes représentent 46,2 % de la population active française.